# Project Power
Project Power is een Amerikaanse superheldenfilm uit 2020 onder regie van Henry Joost en Ariel Schulman. De hoofdrollen worden vertolkt door Jamie Foxx, Joseph Gordon-Levitt en Dominique Fishback.

## Verhaal
In New Orleans duikt er een pil op die een gebruiker na inname voor vijf minuten willekeurige superkrachten bezorgt. De populaire drug zorgt ervoor dat misdaad in de stad toeneemt. Een agent werkt met een jonge dealer en een ex-soldaat samen om de bende die verantwoordelijk is voor de drug uit te schakelen.

## Rolverdeling
| Acteur                | Personage     |
| --------------------- | ------------- |
| Jamie Foxx            | Art           |
| Joseph Gordon-Levitt  | Frank Shaver  |
| Dominique Fishback    | Robin         |
| Machine Gun Kelly     | Newt          |
| Rodrigo Santoro       | Biggie        |
| Amy Landecker         | Gardner       |
| Allen Maldonado       | Landry        |
| Kyanna Simone Simpson | Tracy         |
| Andrene Ward-Hammond  | Irene         |
| Courtney B. Vance     | Captain Crane |
| Casey Neistat         | Moto          |
| Jim Klock             | Mr. Luker     |

## Productie
In oktober 2017 raakte bekend dat Netflix het spec script Power van beginnend scenarist Mattson Tomlin zou verfilmen. De streamingdienst stelde het regisseursduo Ariel Schulman en Henry Joost aan om het project te regisseren. In september 2018 raakte de casting van hoofdrolspelers Jamie Foxx, Joseph Gordon-Levitt en Dominique Fishback bekend. De opnames gingen een maand later van start in New Orleans (Louisiana) en eindigden eind december 2018.
De film ging op 14 augustus 2020 in première op Netflix.